# Кользіваново
Кользіва́ново (рос. Кользиваново, ерз. Кользиваново) — село у складі Краснослободського району Мордовії, Росія. Входить до складу Гуменського сільського поселення.
Населення — 30 осіб (2010; 68 у 2002).
Національний склад (станом на 2002 рік):
- росіяни — 93 %